# Боустринг
Боустринг (англ. Bowstring) — тауншип в округе Айтаска, Миннесота, США. На 2010 год его население составило 230 человек. Название произошло от близлежащего озера Боустринг и является переводом на английский индейского имени на оджибве (означает «тетерева»).

## География
По данным Бюро переписи населения США площадь тауншипа составляет 93,1 км², из которых 68,8 км² занимает суша, а 24,3 км² — вода (26,12 %). Боустринг находится на восточном берегу озера Боустринг.
Через тауншип проходит  дорога 6 штата Миннесота.

## Население
В 2010 году на территории тауншипа проживало 230 человек (из них 56,1 % мужчин и 43,9 % женщин), насчитывалось 112 домашних хозяйств и 78 семей. На территории города было расположено 250 построек со средней плотностью 3,6 построек на один квадратный километр суши. Расовый состав: белые — 94,8 %, коренные американцы — 2,6 %.
Население города по возрастному диапазону по данным переписи 2010 года распределилось следующим образом: 11,7 % — жители младше 21 года, 59,2 % — от 21 до 65 лет и 29,1 % — в возрасте 65 лет и старше. Средний возраст населения — 55,8 лет. На каждые 100 женщин в Боустринге приходилось 127,7 мужчин, при этом на 100 совершеннолетних женщин приходилось уже 131,5 мужчин сопоставимого возраста.
Из 112 домашних хозяйств 69,6 % представляли собой семьи: 61,6 % совместно проживающих супружеских пар (11,6 % с детьми младше 18 лет); 3,6 % — женщины, проживающие без мужей, 4,5 % — мужчины, проживающие без жён. 30,4 % не имели семьи. В среднем домашнее хозяйство ведут 2,05 человека, а средний размер семьи — 2,42 человека. В одиночестве проживали 27,7 % населения, 9,9 % составляли одинокие пожилые люди (старше 65 лет).
В 2014 году из 250 человек старше 16 лет имели работу 122. В 2014 году медианный доход на семью оценивался в 52 250 $, на домашнее хозяйство — в 48 750 $. Доход на душу населения — 32 389 $ в год.